# Big Scarr
Big Scarr, de son vrai nom Alexander Woods, né le 7 avril 2000 à Memphis et décédé le 22 décembre 2022 dans la même ville, est un rappeur américain.

## Biographie
Alexander Woods est né le 7 avril 2000 et a grandi dans la communauté Magnolia, dans le ville de Memphis, dans le Tennessee. Il a huit frères et sœurs. Il a vécu avec sa grand-mère jusqu'au décès de celle-ci alors qu'il avait treize ans. À l'âge de seize ans, Woods a eu un accident de voiture où il a été projeté à travers le pare-brise de la voiture de son ami. Il a cité son accident comme origine de son nom de scène, la partie « Scarr » faisant référence aux cicatrices qu'il a acquises lors de l'accident.
Signé sur le label 1017 Brick Squad Records de Gucci Mane, il était surtout connu pour son morceau SoIcyBoyz avec les rappeurs Pooh Shiesty, Foogiano et le producteur américain Tay Keith. Il sort sa première mixtape, Big Grim Reaper, le 16 avril 2021 ; laquelle culmine à la 25e place du Billboard 200 au terme de sa première semaine d'exploitation. En juin 2022, le rappeur est nommé dans la XXL Freshman Class 2022.
Le 22 décembre 2022, il décède des suites d'une overdose médicamenteuse.
Le 17 février 2023 paraît, à titre posthume, son premier album studio intitulé The Secret Weapon.

## Discographie

### Albums posthumes
- 2023 : The Secret Weapon
- 2023 : Frozone

### Mixtape
- 2021 : Big Grim Reaper